# Zaouia Jdida
Zaouia Jdida est un village de la commune rurale marocaine d'Er-Rteb (province d'Errachidia ; région Drâa-Tafilalet).
C'est un petit ksar avec une palmeraie et des contreforts sableux.[réf. nécessaire]